# Jakub Jakubik
Jakub Jakubik (ur. 30 grudnia 1997 w Warszawie) – polski aktor, aktor dubbingowy, reżyser i drugi reżyser.

## Życiorys
Jakub Jakubik urodził się 30 grudnia 1997 roku w Warszawie. Jego matką jest polska aktorka i reżyserka dubbingu Agnieszka Matysiak, a ojcem Arkadiusz Jakubik. Ma on młodszego brata, Jana, który również zajmuje się aktorstwem.
W 2020 roku Jakub ukończył studia scenariopisarstwa na Wydziale Reżyserii Filmowej i Telewizyjnej PWSFTviT w Łodzi.

## Filmografia

### Filmy
- 2007: Szatan z siódmej klasy – Andrzejek Cisowski
- 2023: Warszawa, Holandia

### Seriale
- 2006: Szatan z siódmej klasy – Andrzejek Cisowski

### Polski dubbing
- 2007: Niezły kanał – Bartek
- 2008: Speed Racer – Spritle
- 2011: Harry Potter i Insygnia Śmierci: Część II

### Reżyseria
- 2018–2019: Chyłka (drugi reżyser, odc. 1-3 pierwszego sezonu, odc. 4-7 drugiego sezonu)
- 2021: Open Your Eyes (drugi reżyser, odc. 1-6 pierwszego sezonu)
- 2022: Lockdown
- 2023: Lament no. 1